# Hr.Ms. Callenburgh (1979)
De Hr.Ms.  Callenburgh (F808) was het tweede Nederlands S-fregat van de Kortenaerklasse.1,2 Het schip was het tweede schip bij de Nederlandse marine dat vernoemd is naar de 17e-eeuwse Nederlandse admiraal Gerard Callenburgh. Na de uit dienst name werd de Callenburgh net als de meeste schepen van de Kortenaerklasse verkocht aan Griekenland. Bij de Griekse marine doet het schip dienst als Adrias (F459).1

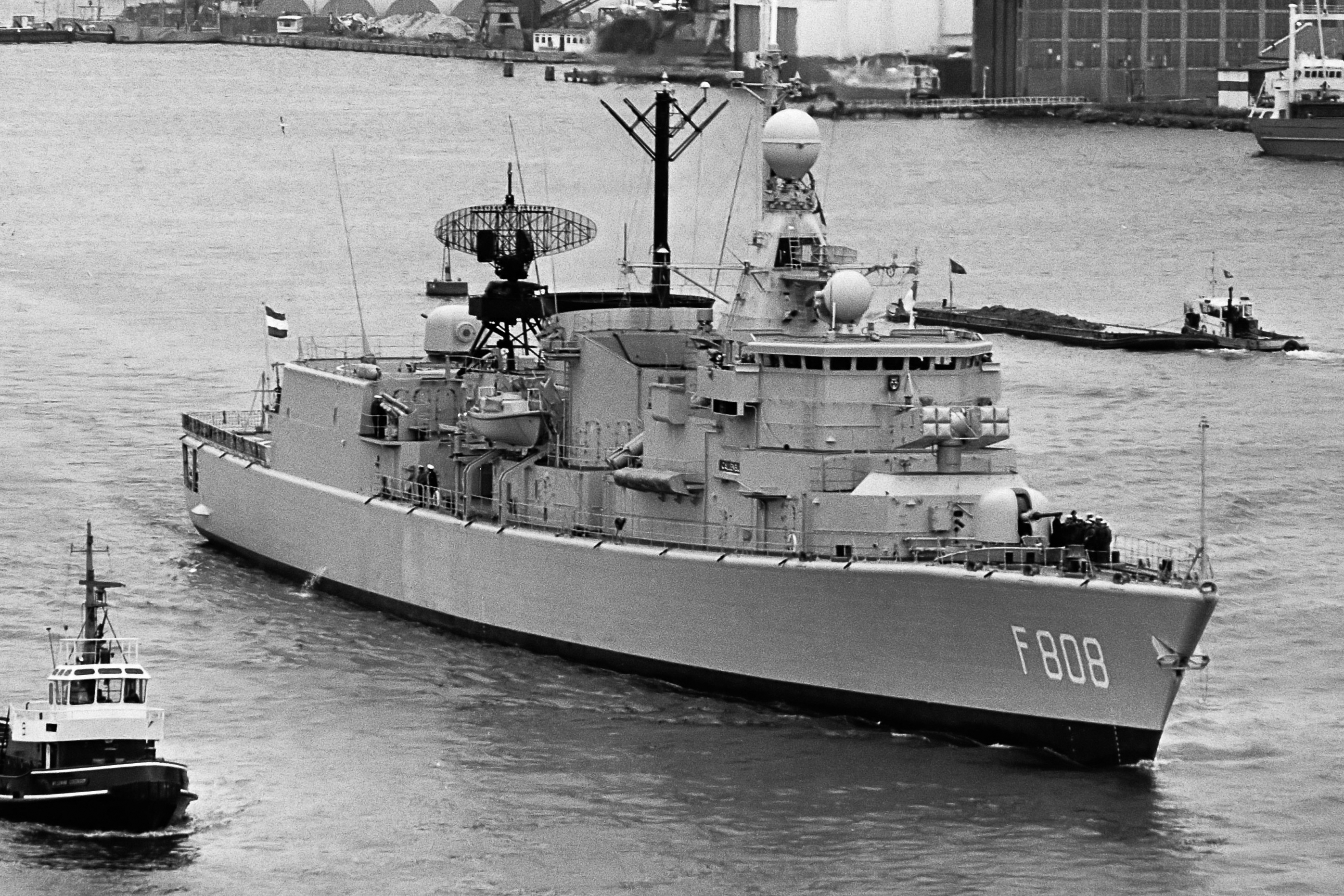
1979